# Sonerila integrifolia
Sonerila integrifolia är en tvåhjärtbladig växtart som beskrevs av Otto Stapf. Sonerila integrifolia ingår i släktet Sonerila och familjen Melastomataceae. Inga underarter finns listade i Catalogue of Life.